# Zootaxa
Zootaxa é uma revista científica de revisão por pares. É editada pela Magnolia Press e foi criada por Zhi-Qiang Zhang em 2001. Em novembro de 2012 mais de 26.096 novas espécies haviam sido descritas na revista.